# Marcus Pedersen
Marcus Pedersen (ur. 8 czerwca 1990 w Hamar) – norweski piłkarz występujący w Strømsgodset IF.

## Kariera
Zaczynał karierę w swoim rodzinnym mieście Hamar w tamtejszym klubie Hamarkameratene. Debiut zaliczył w meczu ze Skeid Fotball. Wystąpił tam w 9 meczach strzelając jednego gola. W 2009 roku przeniósł się do Strømsgodset IF na zasadzie wolnego transferu. Zaliczył tam bardzo dobry sezon, występując w 40 meczach zdobywając 17 goli. Został wicekrólem strzelców ligi norweskiej. Po zakończeniu sezonu wzbudził zainteresowane Vitesse. 30 sierpnia 2010 roku przeszedł do holenderskiego klubu za ok. 1,2 mln £ i podpisał 4-letni kontrakt. Zdobył swoje pierwsze dwa gole dla Vitesse w zwycięstwie 5-1 przeciwko VVV Venlo.
Na początku 2012 roku wypadł ze składu i w rezultacie został wypożyczony do Vålerenga Fotball. 31 sierpnia został ponownie wypożyczony. Tym razem z opcją wykupienia do Odense Boldklub. Z kolei w 2013 roku został wypożyczony do Barnsley.

## Kariera reprezentacyjna
Już w wieku 15 lat został powołany do młodzieżowej reprezentacji Norwegii.
Pedersen zadebiutował w dorosłej reprezentacji Norwegii w meczu towarzyskim przeciwko RPA w dniu 8 stycznia 2013 r. Cztery dni później wystąpił w kolejnym meczu, tym razem przeciwko Zambii.